# Ribes leptostachyum
Ribes leptostachyum là một loài thực vật có hoa trong họ Grossulariaceae. Loài này được Benth. miêu tả khoa học đầu tiên năm 1845.